# 小丽草
小丽草（学名：Coelachne simpliciuscula），为禾本科小丽草属下的一个植物种。